# Stöcke
Stöcke – miejscowość (tätort) w Szwecji, w regionie administracyjnym (län) Västerbotten, w gminie Umeå.
Według danych Szwedzkiego Urzędu Statystycznego liczba ludności wyniosła: 487 (31 grudnia 2015), 500 (31 grudnia 2018) i 514 (31 grudnia 2019).